# خانه سمنانی‌ها
خانه سمنانی‌هابا توجه به مصنوعات متعلق به خاندان میرمعصومی بوده‌است که طی سالهای اخیر توسط خانواده تبریزیان مورد بهره‌برداری قرار گرفته بود. در سال ۱۳۹۷ این خانه توسط مالک فعلی شناسایی و مورد تملک قرار گرفت و پس از مطالعه و بررسی‌های کالبدی در همان سال مراحل مرمت و بازسازی آن آغاز گردید این خانه تاریخی که سالها به دلیل عدم توجه به‌صورت متروکه باقی مانده بود مورد آسیب‌های جدی عوامل طبیعی نظیر رطوبت و هجوم موریانه قرار گرفته بود که بعد از رفع خطر در کارگاه بخاطر ریزش دهانه چاه قدیمی این خانه مورد مرمت جدی و تکمیلی قرار گرفت و فضاهای این خانه به شکل زیبایی با توجه به ویژگی‌های معماری قاجاری مرمت گشت. این خانه که ۱۲۱ متر مربع مساحت دارد شامل سه اتاق و یک مطبخ در طبقه همکف می‌باشد که ساختار شکل‌گیری اتاق‌ها به‌صورت شمالی، جنوبی و حیاط مربع شکل کوچکی در وسط این اتاق‌ها با حوض کوچک جلوه زیبایی به خانه داده‌است. اتاق‌های ضلع جنوبی تابستان نشین و با شرایط معماری کویری با استفاده از رطوبت زیرزمین و دارا بودن سقف بلند و استفاده از خنکای نسیم باد که توسط بادگیر باشکوهی به اتاق‌ها وصل گردیده شرایط زندگی در روزهای گرم تابستان را برای ساکنان دلنشین می‌نماید. در ضلع شمالی اتاق کوچکی با آسمانه چوبی با ارتفاع کوتاه وجود دارد که به خاطر وجود پنجره بزرگ خویش نور آفتاب را به داخل هدایت می‌نماید. شاخص‌ترین عنصر معماری در این بنا وجود بادگیری به ارتفاع ۱۳٫۶۰ می‌باشد که این ارتفاع باعث گشته این بادگیر خشتی به عنوان بزرگترین بادگیر خشتی استان سمنان شناخته شود. با توجه به دیرینگی ۱۳۰ ساله این خانه تاریخ این خانه را به دوران ناصرالدین شاه قاجار نسبت می‌دهند. با توجه به ویژگی‌های خاص این بنا و با تلاش‌های مالک فعلی این خانه برای معرفی و حفظ این بنای با ارزش در اواخر سال ۱۳۹۸ پرونده این خانه برای ثبت به سازمان میراث فرهنگی صنایع دستی و گردشگری استان سمنان ارسال و خوشبختانه این خانه با مساعدت‌های فعالان حوزه میراث به ثبت در فهرست آثار ملی ایران رسید.